# Amions
Amions foi uma comuna francesa na região administrativa de Auvérnia-Ródano-Alpes, no departamento de Loire. Estendia-se por uma área de 17,01 km². Em 2010 a comuna tinha 290 habitantes (densidade: 17 hab./km²).
Em 1 de janeiro de 2019, passou a formar parte da nova comuna de Vézelin-sur-Loire.